# دستگاه برداشت و گذاشت

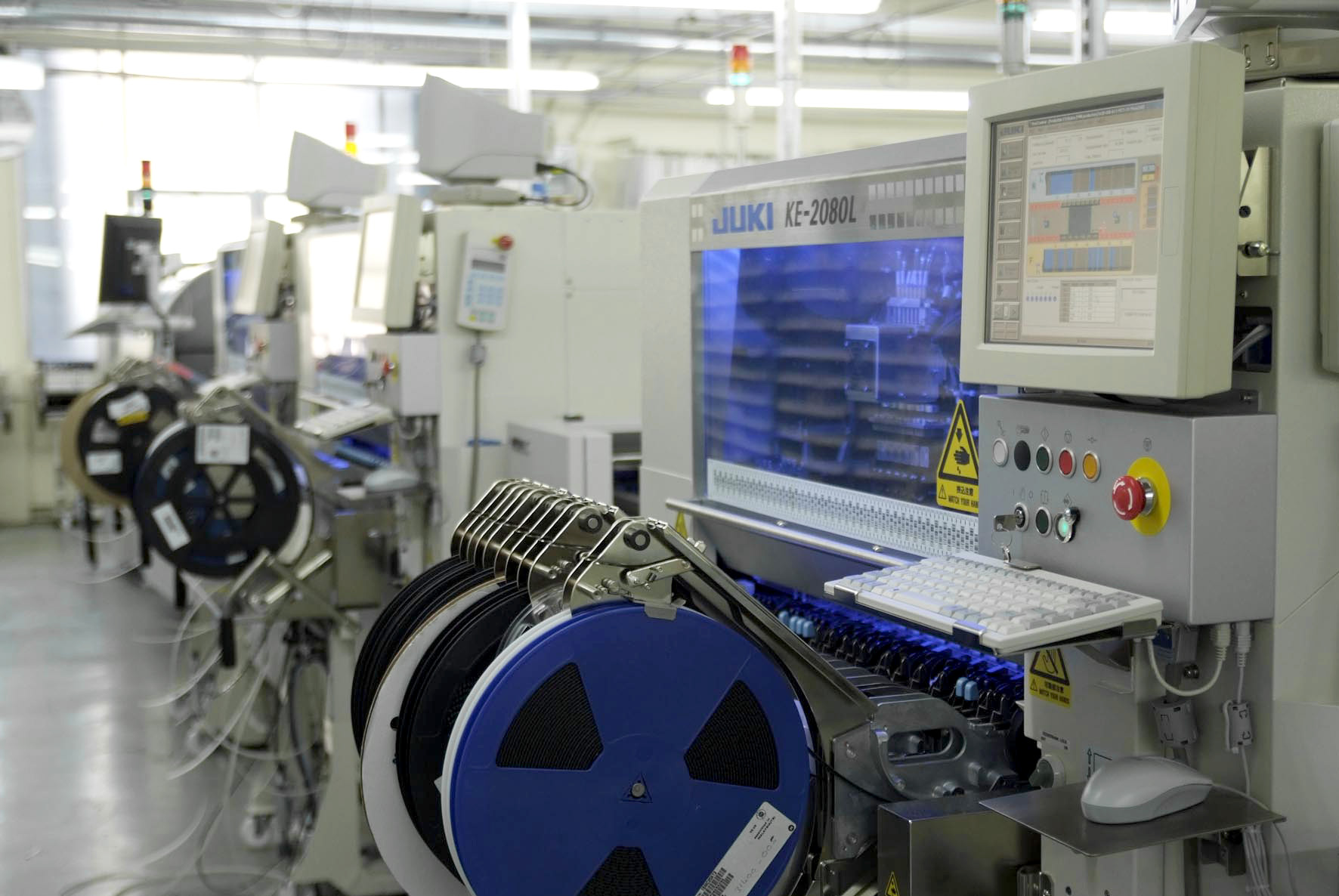
تصویری از یک ماشین برداشتن و گذاشتن

سامانه‌های جایگذاری اجزاء فناوری نصب-سطحی که به‌طور معمول دستگاه‌های برداشتن و گذاشتن یا P&P (به انگلیسی: Pick and Place machines) نامیده می‌شوند، ربات‌هایی هستند که برای سوارکردن قطعات مختلف فناوری نصب-سطحی برروی بردهای مدار چاپی (PCB) استفاده می‌شوند. این دستگاه‌ها برای قراردادن سریع و دقیق قطعات مختلف الکترونیکی مانند: خازن، مقاومت، مدارهای مجتمع بر روی PCBها که در رایانهها، دستگاه‌های ارتباطی، نظامی، صنعتی و پزشکی مورد استفاده هستند، به کار می‌رود. این دستگاه همچنین می‌تواند برای بسته‌بندی ریزتراشهها نیز استفاده شود.

## عملکرد
تجهیزات مربوط به جایگذاری، قسمتی از یک دستگاه بزرگتر را تشکیل می‌دهند و مسئول انجام مراحل برنامه‌ریزی‌شده‌ای برای ساخت برد مدار چاپی هستند. تعدادی زیادی زیرسامانه برای برداشت صحیح قطعه و نشاندن صحیح آن‌ها در کنار یکدیگر کار می‌کنند. این سامانه‌ها معمولاً از مکنده‌های پنوماتیکی استفاده می‌کنند که به یک دستگاه پلاترمانند متصل می‌شوند تا امکان اداره‌کردن دقیق بادکش در سه-بعد را فراهم کنند. علاوه بر این، هر دهانک را می‌توان به‌طور مستقل چرخاند.